# Capitanía de Ilhéus
La capitanía de Ilhéus fue una de las capitanías hereditarias establecidas por el rey Juan III de Portugal en 1534, en el Brasil, con vistas a incrementar el poblamiento y defensa del territorio. 
Fue creada en el trecho de la costa entre el Morro de São Paulo hasta la margen izquierda del río Jequitinhonha, en Belmonte. Eran 50 leguas de costa, extendiéndose desde la desembocadura del río Jaguaripe, próximo a la isla de Tinharé, al norte, hasta la del río Coxim, al sur.

## Historia

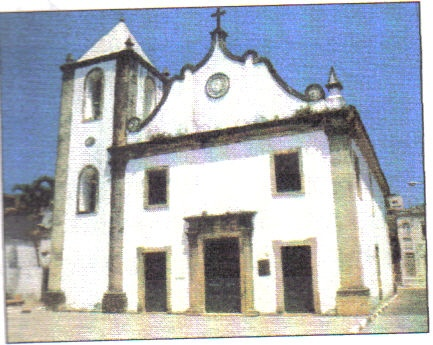
La iglesia matriz de São Jorge (1556), la más antigua de la ciudad.

Donada por el rey a Jorge de Figueiredo Correia en la ciudad de Évora el 26 de junio de 1534, fue ocupada en 1535 por el capitán mayor Francisco Romero, nombrado por él. Romero, después de su corta estadía en el Morro de São Paulo (isla de Tinharé), se dirigió a la desembocadura del río Cachoeira y fundó la primitiva vila de São Jorge dos Ilhéus (1536), en la elevación luego conocida como Morro da Matriz Velha. La villa fue, entonces, de allí trasladada al sitio actual, entre los certeros de Pontal y de la Punta de Piedra de Pernambuco.
Romero logró una buena convivencia de los colonos con los indios tupiniquines, lo que resultó en relativa prosperidad. Según Gabriel Soares, en ella se plantó, por primera vez en Brasil, la caña de azúcar. Entre los propietarios de las sesmarías que poseían ingenios de caña de azúcar, figuraban Mem de Sá, dueño del Engenho de Sant’Ana, donado más tarde a los jesuitas y Fernando d’Álvares de Andrade.
Otro gran propietario de semaria fue Lucas Giraldes que, con la muerte del donatario, en 1552, consiguió el consentimiento de la Corona para comprar la capitanía de la mano de su hijo, Jerônimo d’Alarcão de Figueiredo. En 1565, Giraldes ordenó a su procurador, Baltazar Ferreira Gaivoto, la creación de las villas de Cairu, Camamu y Boipeba, pero debido a las luchas con los Aimorés, esto sólo se efectivizó entre 1608 y 1610.
Después de un período próspero, la capitanía entró en una larga disputa judicial. Incorporada, junto con la capitanía de Porto Seguro, a la Bahía de Todos los Santos en 1761, la capitanía de Ilhéus dio origen sucesivamente a la provincia y al estado de Bahía.